# 머리사 아벨라
머리사 아벨라(Marisa Abela, 1996년 12월 7일 ~ )는 잉글랜드의 배우이다.

## 출연 작품

### 영화
- 바비 (2023)
- 백 투 블랙 (2024) - 에이미 와인하우스 역
- 블랙 백 (2025)

### 텔레비전
- 코브라 (2020) - 엘리 서덜랜드 역
- 인더스트리 (2020-) - 야스민 카라하나니 역